# Стрелевщина (Зеньковский район)

Стрелевщина (укр. Стрілевщина) — село,
Покровский сельский совет,
Зеньковский район,
Полтавская область,
Украина.
Код КОАТУУ — 5321384405. Население по данным 1984 года составляло 20 человек.

## Географическое положение
Село Стрелевщина находится на расстоянии до 1,5 км от сёл Покровское, Шкурпелы и Ясеновое.
Село состоит из 2-х частей, разнесённых на 1 км.
По селу протекает пересыхающий ручей с запрудой.
Рядом проходит автомобильная дорога Т-1706.